# 孝元懿皇后
孝元懿皇后何氏（？—？），後晉憲祖石紹雍妻。
何氏事跡不詳，只知她嫁與後晉憲祖及生後晉高祖石敬瑭。天福（937年）五月，石敬瑭追尊何氏諡號為孝元懿皇后。